# 田中信次
田中 信次（たなか しんじ、1979年〈昭和54年〉12月13日 - ）は、日本の政治家。自由民主党所属の神奈川県議会議員（2期）　神奈川県横浜市泉区選挙区。

## 来歴
横浜市泉区出身。神奈川県立光陵高校を経て、法政大学文学部地理学科を卒業。
TBSにてバラエティ番組のADを経て、2006年、衆議院議員菅義偉の秘書となる。
2013年、参議院議員島村大公設第一秘書となる。
2014年、横浜市泉区より神奈川県議会議員選挙に立候補し当選する。25763票でトップ当選。
2019年、2期目当選。23490票でトップ当選。

## 政策・議会
2015年9月17日の神奈川県議会一般質問でふるさと納税の活用を求めたのに対して、知事の黒岩祐治はふるさと納税の収支の推計を、「寄付額と控除額の差し引き」の「あくまで推計」で約5億円と答弁した。
2019年2月25日の神奈川県議会一般質問に対し、県企業庁は太陽光発電所の電力で水素エネルギーを製造・供給する設備を新たに設置し、水素の利用・活用へ向けた研究に乗り出す方針を表明した。
2020年2月26日の神奈川県議会一般質問において「県職員の専門性の向上」について尋ね、県は人事ローテーションを原則3年から変更し4年とすると答弁した。

## その他
2017年6月29日号週刊新潮の「結婚」にて自身の結婚が掲載される。
2020年9月3日神奈川新聞にて菅義偉が総裁選に名乗り出たことに対して「安倍政権が残した宿題をやりきらなければならないという責任感ではないか」とコメントした。
2020年12月4日号PRESIDENTの「秘書として叩き込まれたすがスガイズム」に自身の秘書経験が掲載される。